# Regering-Esterházy

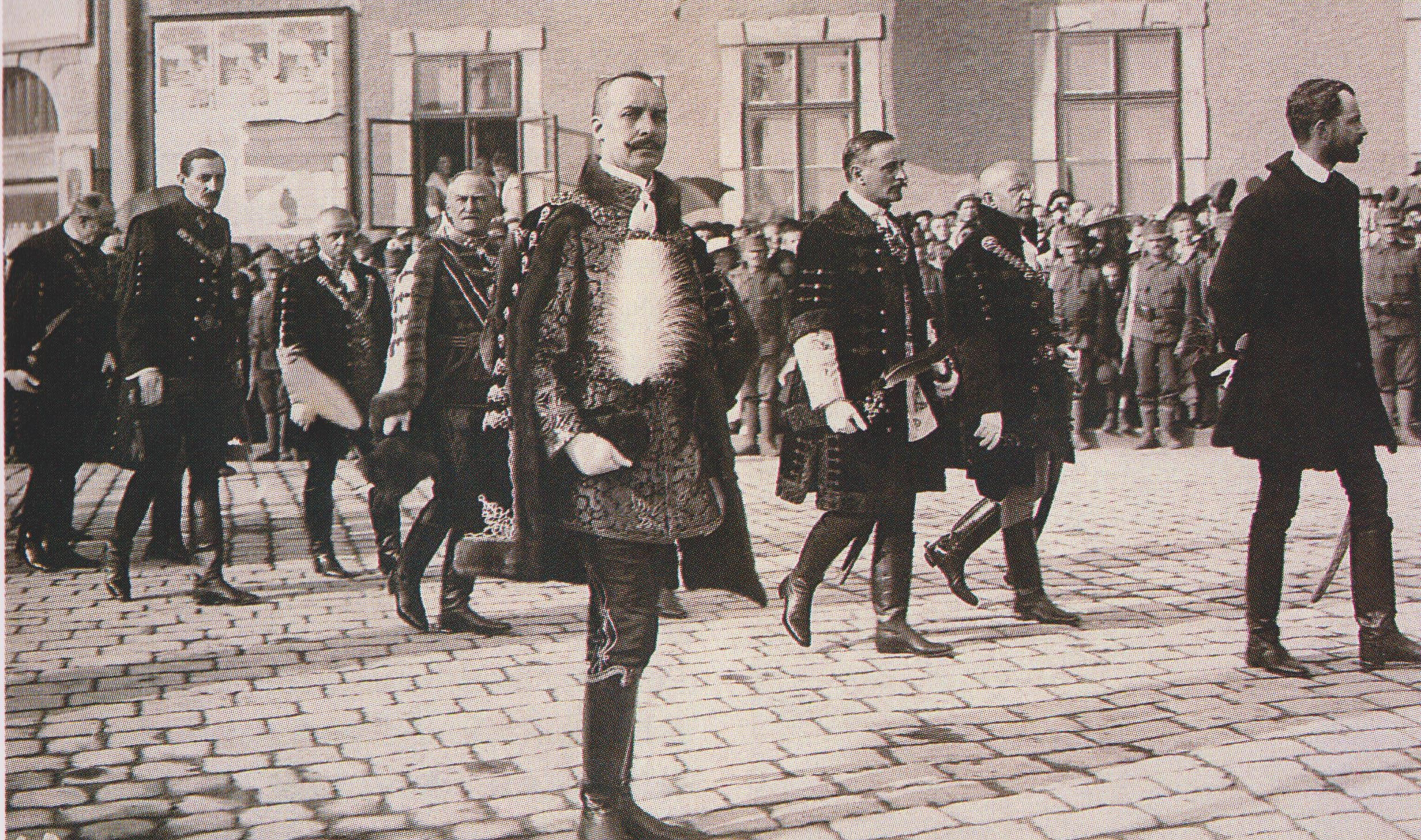
Graaf Esterházy (uiterst rechts) op Sint-Stefans-dag, met leden van zijn regering achter hem

De regering-Esterházy was de regering onder leiding van graaf Móric Esterházy, die Hongarije bestuurd van juni tot augustus 1917. De regering zong het maar twee maanden uit.

## Geschiedenis
De nieuwe koning Karel IV van Hongarije stelde na de val van de regering-István Tisza II verrassend de vrijwel onbekende graaf Móric Esterházy aan tot nieuwe premier. Deze wilde een regering van nationale eenheid vormen, waardoor ook andere partijen dan de Nationale Arbeidspartij plaatsnamen in de nieuwe regering.
De regering stelde haar beleid voor aan het Huis van Afgevaardigden op 21 juni 1917. Het programma bevatte enkele sociale hervormingen en de uitbreiding van het kiesrecht, maar werd verworpen door een meerderheid van de Nationale Arbeidspartij. De regering belandde al snel in crisis en de mislukkingen volgden elkaar op. Esterházy had eigenlijk twee opties: ofwel een vergelijk zoeken met Tisza en zijn Nationale Arbeidspartij, ofwel het Huis van Afgevaardigden ontbinden om de Nationale Arbeidspartij tot gematigde hervormingen te dwingen. Esterházy koos uiteindelijk geen van beide opties. Hij diende het ontslag van zijn regering in, en werd als premier opgevolgd door de bijna zeventigjarige Sándor Wekerle, die voor de derde keer premier werd.

## Samenstelling
| Functie en bevoegdheden                                     | Naam                | Termijn                             |  | Partij                             |
| ----------------------------------------------------------- | ------------------- | ----------------------------------- |  | ---------------------------------- |
| Premier                                                     | Móric Esterházy     | 15 juni 1917 – 23 augustus 1917     |  | partijloos                         |
| Minister van Binnenlandse Zaken                             | Gábor Ugron         | 15 juni 1917 – 23 augustus 1917     |  | Nationale Grondwetpartij           |
| Minister van Financiën                                      | Gusztáv Gratz       | 15 juni 1917 – 23 augustus 1917     |  | Nationale Arbeidspartij            |
| Minister van Justitie                                       | Vilmos Vázsonyi     | 15 juni 1917 – 18 augustus 1917     |  | Democratische Burgerpartij         |
| Minister van Justitie                                       | Károly Grecsák      | 18 augustus 1917 – 23 augustus 1917 |  |                                    |
| Minister van Defensie                                       | Sándor Szurmay      | 15 juni 1917 – 23 augustus 1917     |  | partijloos                         |
| Minister van naast de Koning                                | Tivadar Batthyány   | 15 juni 1917 – 18 augustus 1917     |  | Onafhankelijkheidspartij (Károlyi) |
| Minister van naast de Koning                                | Aladár Zichy        | 18 augustus 1917 – 23 augustus 1917 |  | Katholieke Volkspartij             |
| Minister van Godsdienst en Onderwijs                        | Albert Apponyi      | 15 juni 1917 – 23 augustus 1917     |  | Onafhankelijkheidspartij           |
| Minister van Landbouw                                       | Béla Mezőssy        | 15 juni 1917 – 23 augustus 1917     |  | Onafhankelijkheidspartij           |
| Minister van Handel                                         | Béla Serényi        | 15 juni 1917 – 23 augustus 1917     |  | Nationale Arbeidspartij            |
| Minister van Kroatisch-Slavoons-Dalmatische Aangelegenheden | Aladár Zichy        | 15 juni 1917 – 18 augustus 1917     |  | Katholieke Volkspartij             |
| Minister van Kroatisch-Slavoons-Dalmatische Aangelegenheden | Károly Unkelhäusser | 18 augustus 1917 – 23 augustus 1917 |  | ?                                  |
| Minister zonder portefeuille (economische transitie)        | Béla Földes         | 15 juni 1917 – 23 augustus 1917     |  | Onafhankelijkheidspartij           |
| Minister zonder portefeuille (welzijn en arbeid)            | Tivadar Batthyány   | 15 juni 1917 – 23 augustus 1917     |  | Onafhankelijkheidspartij (Károlyi) |
| Minister zonder portefeuille (stemrecht)                    | Vilmos Vázsonyi     | 15 juni 1917 – 23 augustus 1917     |  | Democratische Burgerpartij         |